# Danilo I de Montenegro
Danilo I (en serbio cirílico: Данило Шћепчевић, 1670-11 de enero de 1735), fue el metropolitano de Cetiña entre 1697 y 1735, y fundador de la Casa de Petrović-Njegoš. Se llamaba a sí mismo «duque de la tierra serbia» (en serbio: vojevodič srpskoj zemlji).
Danilo Šćepčević nació en Njegusi de Stepan (de ahí «Šćepčević") y Ana. Su familia pertenecía a la hermandad Heraković. Danilo era conocido por el apellido Šćepčević, mientras que Petrović (Петровић) fue usado más tarde, y él nunca se llamó a sí mismo de esta forma. Fueron su sobrino Sava y su primo Vasilije, que gobernaron juntos como metropolitanos (príncipes-obispos) de Cetiña, quienes primero lo llamaron así, por el nombre de uno de sus predecesores, Radul, conocido con el nombre monástico de Petar. 
Danilo firmaba como Danilo Šćepčev Heraković Njeguš (Данило Шћепчев Хераковић Његуш). Ciuando tenía 15 años, fue testigo de la batalla de Vrtijeljka.

## Nombramiento
En 1697, las tribus montenegrinas eligieron en asamblea a Danilo Šćepčević como metropolitano de Cetiña de la iglesia ortodoxa serbia, siguiendo las grandes migraciones serbias, que marcharon hacia el norte y dejaron el territorio que ocupaba la iglesia serbia a los fanariotas griegos, cercanos a la Sublime Puerta, el gobierno del imperio otomano. Danilo quedó, como otros obispos serbios, subordinado a Kalinik I, el nuevo patriarca de Peć.
En 1700, Danilo decidió no asistir a la asamblea de Kalinik en Peć, pero fue a Dunaszekcső (Sečuj), en la Hungría de los Habsburgo, a la asamblea del patriarca serbio en el exilio Arsenije III. Danilo fue entronizado por Arsenije III como obispo de Cetiña y metropolitano de Skenderija y Primorje. En la quirotonía, que tuvo lugar durante la asamblea nacional de la iglesia, participaron metropolitanos de todas las tierras serbias, así como serbios notables. Arsenije III había estado en Cetiña antes, en 1689, para pedir a los montenegrinos que se levantaran en armas y se unieran contra los otomanos.

## Ejercicio del cargo
Danilo coordinó la defensa y estabilizó parcialmente los enfrentamientos entre los clanes de su pueblo. En 1711 llamó a un levantamiento en que los montenegrinos lucharon junto a los montañeses y los herzegovinos contra los otomanos locales.
Durante su gobierno se establecieron relaciones entre Rusia y Montenegro. El historiador ruso Pavel Rovinsky concluyó que Turquía y Austria querían fortalecer esas relaciones en una época de poder veneciano. Los líderes espirituales de Serbia y Montenegro volvieron a sus orígenes míticos —a la tierra de los eslavos— para contrarrestar el poder de turcos y austriacos.
En mayo de 1715, Danilo visitó al zar Pedro I de Rusia en San Petersburgo y aseguró su alianza contra los otomanos. Este viaje se volvió algo tradicional entre sus sucesores y en todos los territorios serbios de los Balcanes. Más tarde, Danilo recuperó las tierras que fueron del principado de Zeta de los otomanos, restauró el monasterio de Cetiña, y erigió defensas en torno al monasterio de Podostrog-Podmaine, en Budva, reconstruido en 1630, que servirá de residencia de la familia gobernante de Montenegro. 
En mayo de 1718, la República de Venecia reconoció a Danilo como la autoridad espiritual sobre los ortodoxos en la zona costera de Paštrovići y la bahía de Kotor. Desde entonces, hasta la caída de Venecia, el metropolitano de Cetiña tiene el derecho de construir y destruir iglesias en estos territorios, y predicar libremente.

## Sucesión
Danilo fue sucedido por dos parientes cercanos, primero por su primo Sava II de Montenegro (Sava II Petrović Njegoš), y luego por su sobrino Vasilije de Montenegro (Vasilije Petrović Njegoš), que gobernaron durante más de dos décadas. La familia de Sava viene de los Petrovići de Njeguši. Como Danilo, Sava se convierte en monje y sirve en el mismo monasterio de la costa donde fue consagrado como arcipreste en 1719 por el patriarca serbio de Peć, Mojsije (1712–1726). 
Danilo dedicó su vida a conectar familias, tribus y clanes.